# Laubach (Francja)
Laubach – miejscowość i gmina we Francji, w regionie Grand Est, w departamencie Dolny Ren.
Według danych na rok 1990 gminę zamieszkiwały 252 osoby, 149 os./km².